# 唐有恒

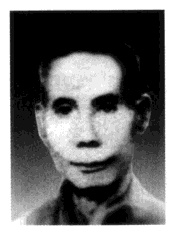
唐有恆

唐有恒（1885年5月7日—1958年7月），字少珊。广东省香山县唐家镇人。中华民国政治人物、教育家、农学家。

## 生平[2]
唐有恒生于一个商人家庭。光绪二十五年（1899年）到香港皇仁书院学习英文。光绪三十一年（1904年），他被广东省选派赴美国加利福尼亚州留学，最初学习理化，后考入康奈尔大学农科，光绪三十三年（1907年）毕业获博士学位。由于对水稻育种颇有研究，唐有恒获聘美国联邦农业部技师，并任科学会名誉会员。
光绪三十四年（1908年）归国后，唐有恒奉派筹办广东农林试验场，翌年筹设农林传习所（今华南农业大学的前身）。宣统三年（1909年），唐有恒获游学毕业进士，授翰林院检讨，但他无意官场，仍然回到广东任农林传习所所长。
中华民国成立后，唐有恒被调入北京政府农林部任职，任内曾经到湖南、安徽调查水灾情况。后来，他被任命为农政专门学校校长兼农事试验场场长。民国12年（1923年），任北京农科大学农业系主任兼教授。民国17年（1928年）安徽大学添设农学院，唐有恒代理筹办主任，和筹办委员马寅初等人赴安庆，但因病返回家乡休养。
在家乡，其族叔唐绍仪主政中山模范县，唐有恒获邀担任中山训政实施委员会秘书兼县立中学校长，并在家乡唐家镇创设农业试验场。他在香山县居住了6年，帮助唐绍仪治理地方。民国23年（1934年）任暨南大学秘书长。民国24年（1935年）任广西大学农学系主任兼教授。
抗日战争爆发后，唐有恒历任第四战区战时粮食管理处少将秘书，广东省政府赈济会查核处副组长，建设厅技正。抗日战争胜利后任广州大学教授。
中华人民共和国成立后，任广州市东山区人大代表，广州市文史研究馆馆员。
1958年7月，唐有恒在广州病逝。

## 延伸阅读
[在维基数据编辑]
 《游美同學錄·唐有恒》，出自《游美同學錄》